# Каргашино
Карга́шино (рос. Каргашино, мокш. Каргаша) — село у складі Зубово-Полянського району Мордовії, Росія. Входить до складу Анаєвського сільського поселення.
Населення — 375 осіб (2010; 394 у 2002).
Національний склад (станом на 2002 рік):
- мокша — 94 %